# Acer Iconia Tab A500
Acer Iconia A500 是由台灣電腦製造商宏碁開發及生產，採用Android操作系統的平板電腦。

## 硬件
Acer Iconia A500 採用 10.1 吋電容式觸控顯示屏，解像度 1280 x 800，支援 10 點觸控，處理器使用 NVIDIA Tegra 250 1 GHz 雙核心處理器，1 GB DDR2 記憶體，8、16 或 32 GB 快閃記憶體儲存，microSD 卡插槽。後置 500 萬像素自動對焦鏡頭連LED閃光燈，前置 200 萬像素視訊鏡頭。

## 軟件
宏碁為 A500 提供獨有的使用者介面，並內置多款軟件，包括 Clear.fi、eReading、Games、Multimedia、Social及Market。Clear.Fi 可與其他宏碁電腦產品，透過網絡連接以分享影音檔案。

## 操作系統
Acer Iconia A500 推出時使用 Android 3.0 版本操作系統，宏碁先後以 OTA 形式提供 Android 3.1 與 3.2 版本操作系統的官方更新。2012年4月，宏碁為北美及歐洲地區的 A500 提供 Android 4.0.3 (Ice Cream Sandwich) 版本操作系統的 OTA 更新。

## 外部連結
- Acer Iconia A500 香港官方網站